# Richard Pirl

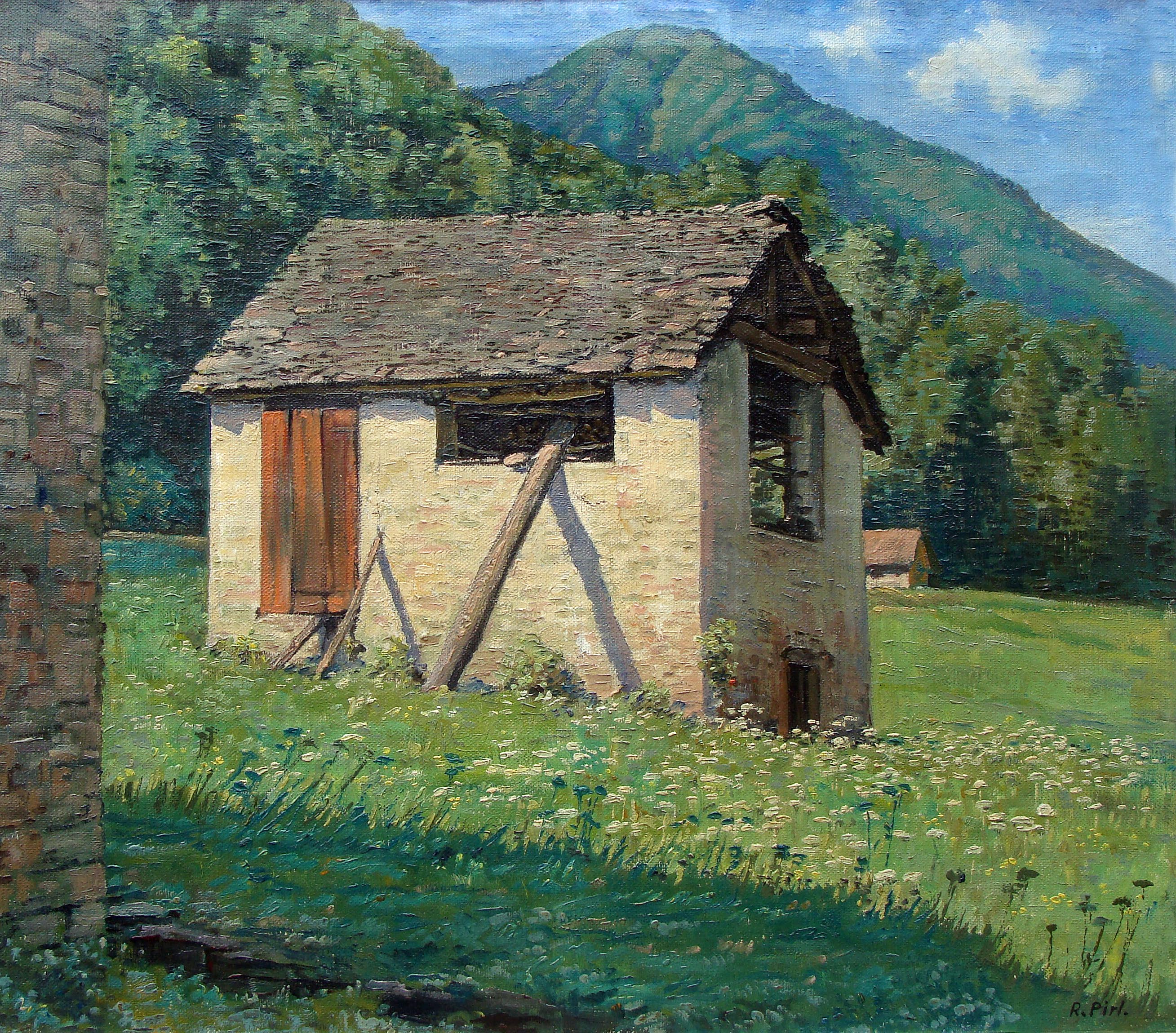
"Alpage du Tessin avec une ancienne étable" (1948) de Richard Pirl

Richard Pirl né vers 1890 et décédé vers 1950 est un artiste-peintre figuratif et un photographe suisse.

## Biographie
Richard Pirl montra très tôt un goût pour l'art et la peinture. Après ses études, il s’intéresse au dessin, à la peinture et à la photographie et s’installe à Cademario comme photographe professionnel autour des années 1920 en ouvrant dans la bourgade un atelier de photographie appelé Photohaus R. Pirl. Il y fréquente le célèbre docteur Adolf Keller (1879-1969) et les hôtes de son centre de cure.
Il commence sa carrière par des dessins sous forme de portraits expressifs de vieux habitants du Tessin réalisés en 1920 et 1921 et qui sont publiés sous forme de cartes postales.
Il poursuit sa passion de peintre et se fait connaître dès les années 1930 en peignant des villes et des paysages du Tessin (Cademario, Bedigliora, Breno, …) et du Valais. Dans son œuvre il privilégie le réalisme et les figures expressives. Il acquiert une certaine popularité et ses tableaux sont vendus en Suisse, Allemagne, France et Italie. Son œuvre prisée des collectionneurs se retrouve régulièrement sur le marché de l’Art ou fait l’objet d’enchères.

## Œuvres principales
De son œuvre on retiendra particulièrement :
- Série de cartes postales («Alte Tessinerin») sur dessins effectués  par Richard Pirl en 1920 et 1921, représentant Rosina Delfini (née le 28/2/1928), Nina Delmenico (née le 14/10/1830), Giovanni Delmenico (né le 8/10/1925), Maria Papa (née le 8/7/1827), Angiolina Andina (née le 1/1/1823), Disolina Alberti (née le 8/9/1831), Tersa Devittorl (née le 25/10/1825).
- Paysage («Paesaggio») (avec un homme à la casquette allongé sous un arbre). Huile sur toile.
- Mugena – Malcantone (Tessin) 1920 (40cm X 46cm). Huile sur toile.
- Printemps à Bedigliora (Tessin). Huile sur toile.
- L’église de Bedigliora (Tessin). Huile sur toile.
- L’église Santa Maria près de Cademario. Huile sur toile.
- Cademario (vue de l’église et du village) 1947 (46cm X 40cm). Huile sur toile.
- Village du Tessin avec vue sur un lac. Huile sur toile.
- Vue des collines  de Bedigliore avec arbre (« Hügellandschaft mit Baum »). Huile sur toile.
- Un enfant de paysans du Tessin. Huile sur toile.
- Alpage du Tessin avec une ancienne étable. 1948 (40cm X 46cm). Huile sur toile.
- Vue sur le lac d’Agno prise de Cademario (« Agnosee von Cademario aus »). Huile sur toile.
- Cademario 1929 (100cm X 169cm). Huile sur toile.
- Moutons sur le Birkenhang. Huile sur toile.
- Breno. Huile sur toile.
- L’entrée du village de Cademario. Huile sur toile.
- Fête du village de Breno (« Dorfpartie im Tessiner-Dorf Breno »). Huile sur toile.
- Deux jeunes filles du Tessin près d’un calvaire. Huile sur toile.
- Matin d’été à Bogno. Huile sur toile.
- Paysage du Valais. Huile sur toile.
- Nature morte avec fruits et fleurs. Huile sur toile.

D'autres œuvres représentent des paysages ou des bourgades pittoresques.

## Sources
- Archives de la ville de Cademario.
- Enchères n°103 de décembre 2009 de la maison Michael Zeller  (Lindau).
- Enchères du 3 février 2013 de la maison ricardo.ch AG (Zug).